# T-St-S 80
Srub T-St-S 80 byl projektován jako tvrzová minometná věž těžkého opevnění na Trutnovsku umístěna ve středu tvrze Stachelberg. Srub měl být vybudován jako součást tvrzového opevnění Československa před 2. světovou válkou.
Význam srubu měl být pro ostřelování předpolí tvrze a odvrácené východní svahy Stachelbergu, případně prostoru vně i uvnitř tvrze celém rozsahu 360° (úhlových stupňů). Hlavní předpoklad vedení palby směřoval do údolí potoka Ličná a Zlaté Olešnice.

## Poloha
Srub byl projekčně umístěn do pravé střední části tvrze, za vrchol hřebenu ve směru postupu nepřítele. Obvod srubu měl být pasivně zajištěn protipěchotními překážkami. Mimo věže pro minomety a zvonu pro lehký kulomet neměl jiné střílny a byl zcela zapuštěn do země. Palebné zajištění srubu bylo ponecháno na pravém zvonu vchodového srubu T-St-S 80a a kulometným dvojčetem z T-St-S 71.

## Výzbroj
Hlavní výzbroj měly tvořit dva minomety ráže 12 cm B12 místo původně plánovaných 9 cm minometů vz. 38. Dostřel minometů byl projektován v rozsahu 250 - 7.500 m a v horizontálním rozsahu 360°. Palba měla být řízena z okolních dělostřeleckých pozorovatelen. Protože objekt byl projekčně situován na odvrácenou stranu hřebenu od nepřítele, neměl nouzový výlez ani nevystupoval na povrch, bylo okolí srubu zajištěnou pouze lehkým kulometem vz. 26 ve zvonu.

T-St-S 80
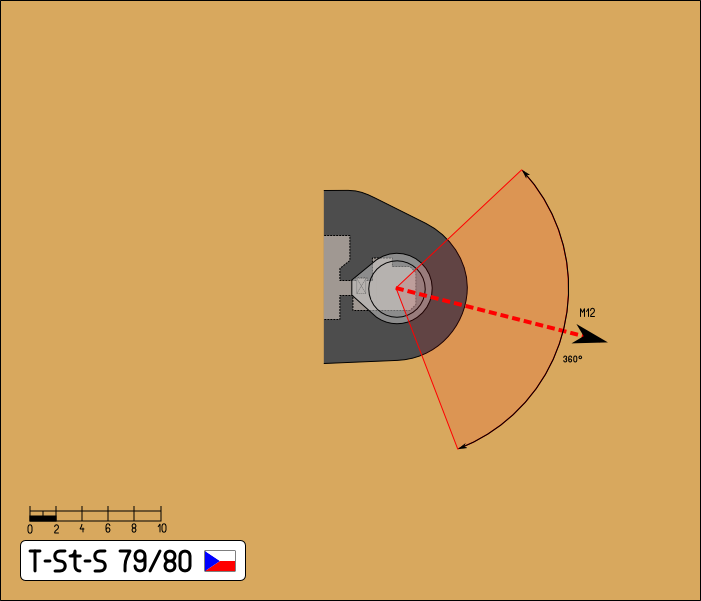
Horní patro srubu [pozn. 1] M12 - dvojice minometů 12 cm
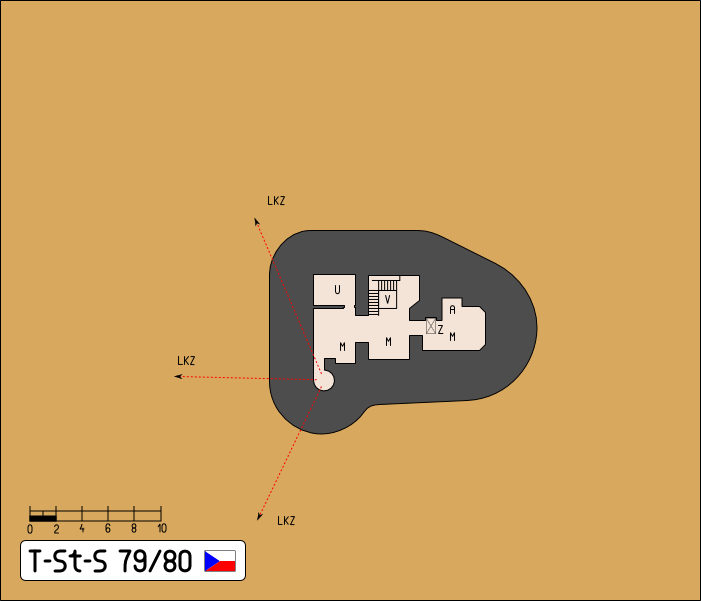
Střední patro srubu LKZ - l. kulomet zvon Z - zdviž M - munice V - výtah a schodiště A - agregát U - ubikace
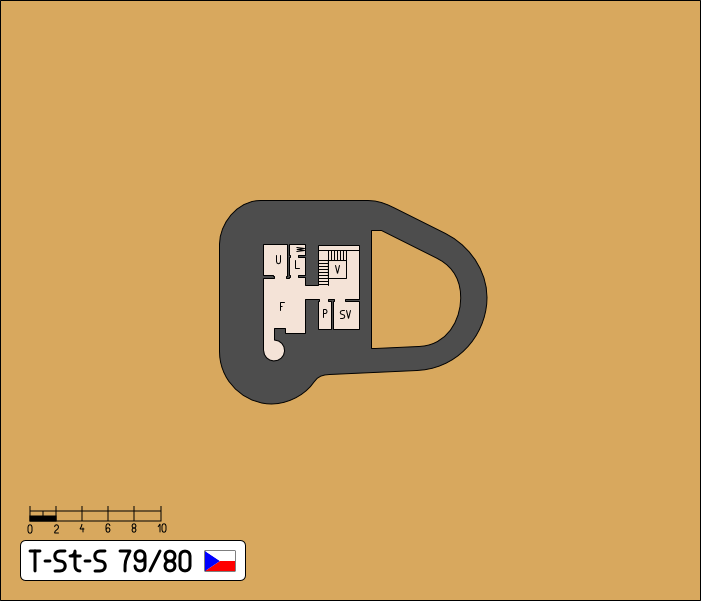
Dolní patro srubu V - výtah a schodiště F - filtrovna U - ubikace SV - stanoviště velitele U - ubikace L - umyvárna W - záchod P - proviant

- Střední patro srubu [pozn. 1]
LKZ - l. kulomet zvon
Z - zdviž
M - munice
V - výtah a schodiště
A - agregát
U - ubikace
- Dolní patro srubu [pozn. 1]
V - výtah a schodiště
F - filtrovna
U - ubikace
SV - stanoviště velitele
U - ubikace
L - umyvárna
W - záchod
P - proviant

## Výstavba
K 1. říjnu 1938 byl proveden pouze výkop a výlom šachty, srub nebyl projekčně dořešen.